# Посјета
„Посјета” је југословенски ТВ филм из 1977. године. Режирао га је Војислав Милашевић а сценарио је написао Џевад Сабљаковић.

## Улоге
| Глумац              | Улога |
| ------------------- | ----- |
| Власта Кнезовић     |       |
| Жарко Радић         |       |
| Адем Чејван         |       |
| Миленко Видовић     |       |
| Даринка Гвозденовић |       |
| Фарук Арнаутовић    |       |
| Сеад Бејтовић       |       |
| Александар Војтов   |       |
| Драго Бука          |       |
| Љиљана Ђурић        |       |
| Зоран Симоновић     |       |
| Менсур Чолаковић    |       |